# Curupirina kaltenbachi
Curupirina kaltenbachi är en tvåvingeart som först beskrevs av Elisabeth K. Stuckenberg 1970.  Curupirina kaltenbachi ingår i släktet Curupirina och familjen Blephariceridae.
Artens utbredningsområde är Nya Kaledonien. Inga underarter finns listade i Catalogue of Life.